# Admonter Haus

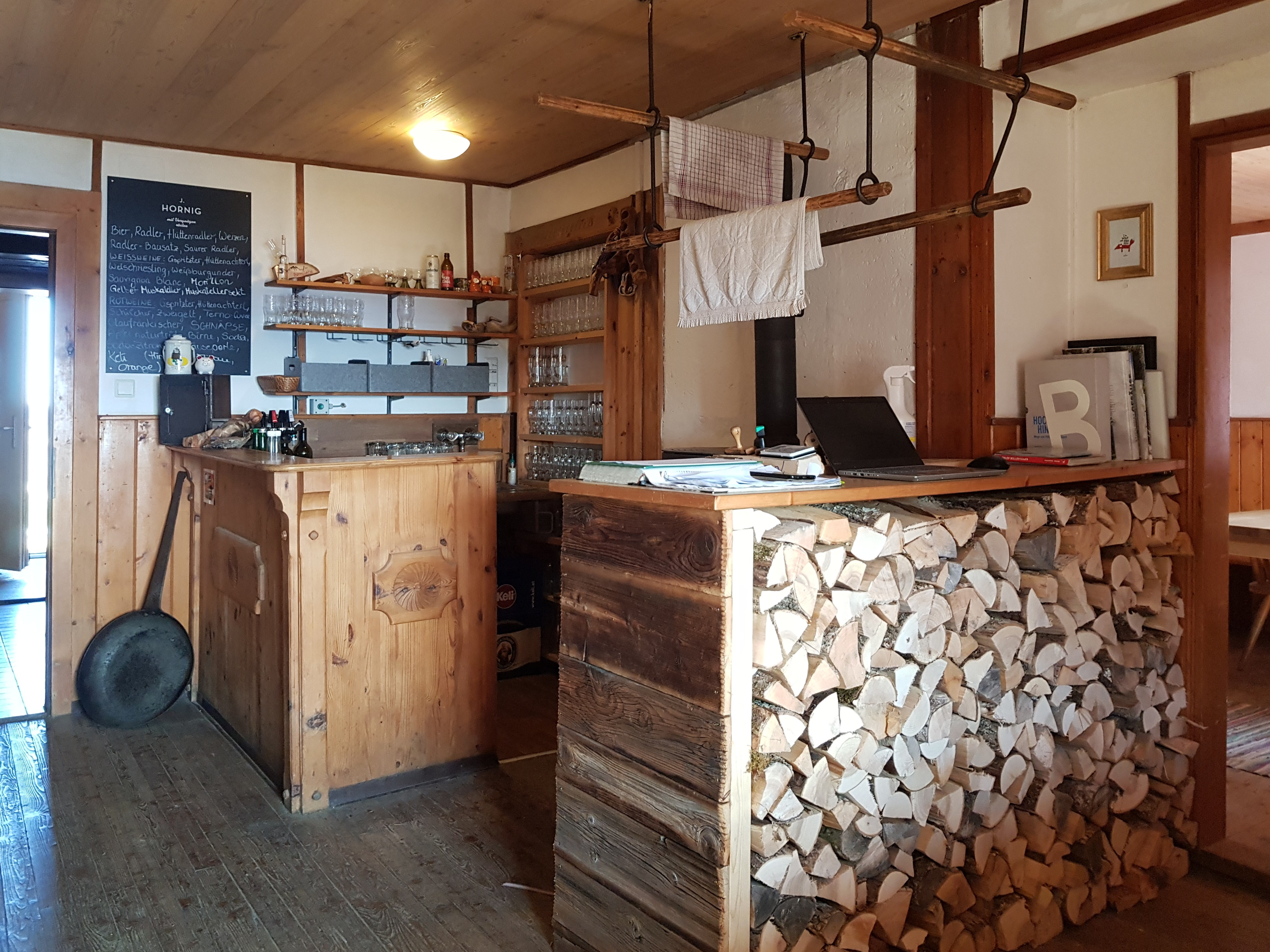
Admonter Haus

Das Admonter Haus ist eine Schutzhütte der Sektion Admont-Gesäuse des ÖAV, in den Ennstaler Alpen auf 1723 m ü. A.
Das Haus wurde 1894/95 erbaut und 1924 erweitert. In den Jahren 1979 bis 1982 erfolgte eine Renovierung und Modernisierung.      

## Lage
Am markanten Grabnertörl zwischen Mittagskogel und Admonter Warte liegt das Admonter Haus in den Haller Mauern. 

## Zustiege
- von Admont ca. 4 Stunden
- von Hall ca. 3 Stunden
- von Oberlaussa ca. 3 Stunden
- vom Buchauer Sattel ca. 2,5 Stunden

## Tourenmöglichkeiten
- Admonter Warte (1804 m ü. A.), ca. 15 Minuten (der Hausberg des Admonter Hauses)
- Natterriegel (2065 m ü. A.), ca. 1 Stunde
- Hexenturm (2172 m ü. A.), auf dem Normalanstieg durch das oberste Rosskar oder über den versicherten Hexensteig jeweils ca. 2½ Stunden
- Grabnerstein (1847 m ü. A.) über den versicherten Jungfernsteig, ca. 1 Stunde

## Übergänge
- Rohrauerhaus, 1308 m ü. A.